# Red Rock, okrug Apache (Arizona)
Red Rock je naseljeno područje za statističke svrhe u američkoj saveznoj državi Arizona. Prema popisu stanovništva iz 2010. u njemu je živjelo 169 stanovnika.